# Faustine, apôtre de la miséricorde
Pour les articles homonymes, voir Faustine.
Pour plus de détails, voir Fiche technique et Distribution.
Faustine, apôtre de la miséricorde (en polonais : Milosc i milosierdzie) est un film biographique, documentaire polonais réalisé par Michał Kondrat, sorti en 2019.
Il retrace la vie de Faustine Kowalska qui était une religieuse de Jésus Miséricordieux et mystique polonaise surnommée « l'apôtre de la Miséricorde divine ».

## Synopsis

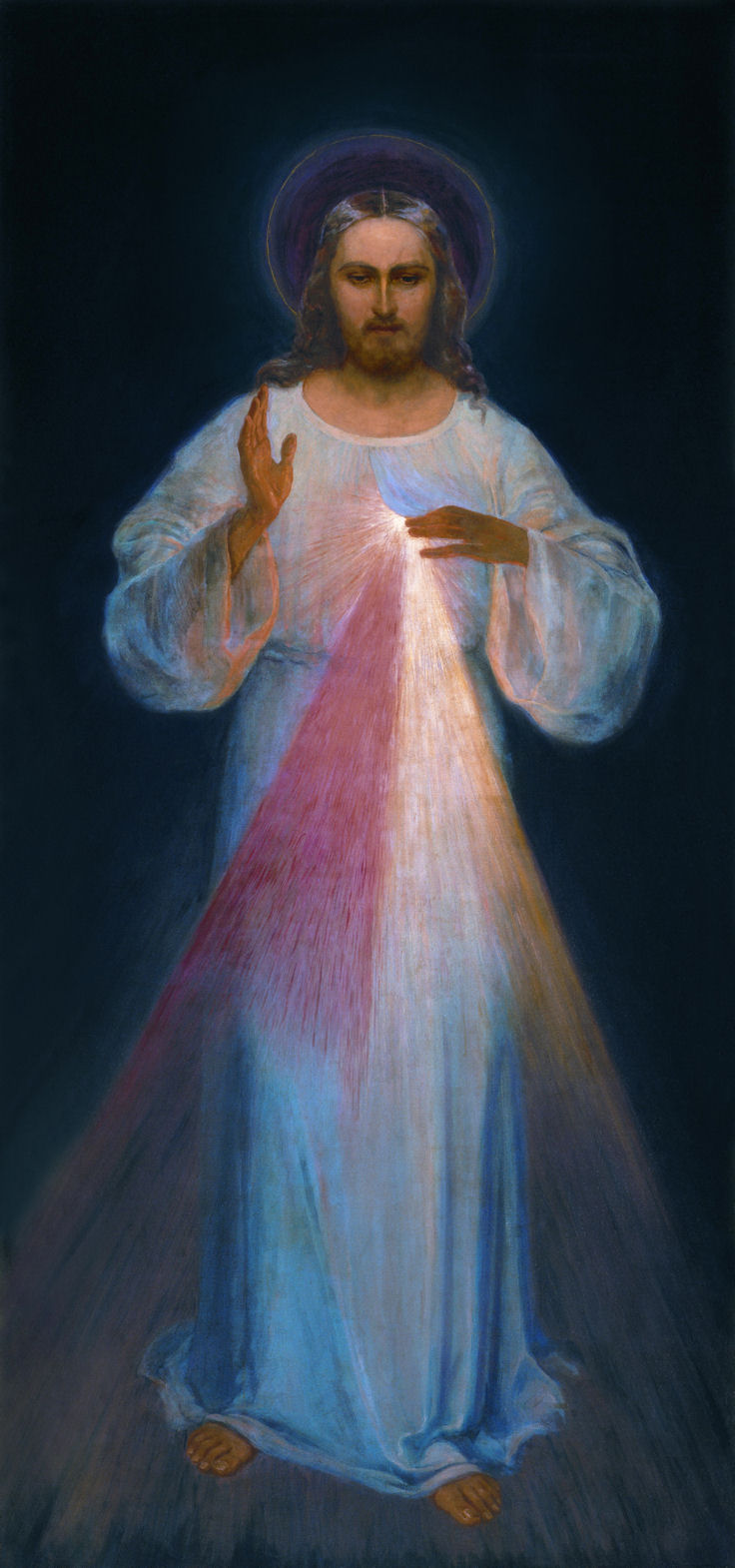
Vision de Jésus, reçue par sœur Faustine et peinte par Eugeniusz Kazimirowski

À la suite d'apparitions de Jésus dans les années 1930, Sœur Faustine doit diffuser au monde les messages de miséricorde divine. Soutenue spirituellement par le prêtre Michel Sopoćko et à l’aide de ses visions, elle fera peindre le tableau "Jésus, j'ai confiance en toi" par le peintre Eugeniusz Kazimirowski.
De nombreux interviews retracent les événements post-mortem de l’œuvre de sœur Faustine, de l'interdiction du culte des Sœurs de Jésus Miséricordieux jusqu’à sa réhabilitation et à la béatification de sœur Faustine en 1993 par le pape Jean-Paul II.

## Fiche technique
- Réalisation : Michal Kondrat
- Directeurs de la photographie : Mateusz Pastewka, Jan Sobierajski
- Musique : Skymon Kusior
- Montage : Pawel Witecki, Jan Sobierajski
- Son :
- Production : Fundacja Filmowa Jm. Sw. Maksymiliana Kolbe
- Distribution (y compris DVD) : Kondrat-Media et SAJE Distribution
- Genre : documentaire, biopic
- Dates de sortie en salles de cinéma : 
  - Pologne: 2019[4]
  - France : 20 mai 2021[5],[6]
- Date de sortie DVD : 23 septembre 2021[3]

## Distribution
- Kamila Kamińska (pl) : Faustyna Kowalska
- Maciej Małysa (pl) : prêtre Michal Sopoćko
- Janusz Chabior (pl) : Eugeniusz Kazimirowski
- Remigiusz Jankowski : prêtre Józef Jarzebowski
- Piotr Cyrwus : le père de Helena (Faustine Kowalska)
- Monika Gozdzik : la mère de Helena (Faustine Kowalska)
- Jacek Borkowski : prêtre Swirski
- Malgorzata Lewinska : sœur Klara (comme Malgorzata Lewinska-Mirecka)
- Ewa Konstanciak : mère Moraczewska
- Dariusz Jakubowski : le cardinal Karol Wojtyla
- Tadeusz Chudecki : le cardinal Ottaviani
- Lukasz Talik : Jesus (voix)
- Marcin Troński : narrateur (voix)
- Konstancja Dangel : lecteur (voix)
- Andrew Edwins : lecteur (voix)